# Phragmite aquatique
Acrocephalus paludicola
Espèce
Statut de conservation UICN

 VU A2c : Vulnérable
Le Phragmite aquatique (Acrocephalus paludicola) est une espèce de passereaux migrateurs de la famille des Acrocephalidae. Il vit principalement en Europe de l'Est, avec une population estimée entre 10 000 et 15 000 couples. C'est un oiseau migrateur, hivernant en Afrique de l'Ouest.

## Description
Le Phragmite aquatique est un petit oiseau qui mesure 12 à 13 cm de longueur et pèse de 10 à 14 g. Ce passereau est marron-beige sur le dessus, avec le dos et la tête rayés de stries sombres allongées dans le sens longitudinal essentiellement. Une ligne noire parfois indistincte lui barre l'œil, du bec jusqu'à la région de l'oreille. Une large zone beige-jaunâtre sépare la ligne sombre de l'œil des stries sombres de la tête. Le dessous est beige très clair à blanc.
Cet oiseau peut être confondu avec la Lusciniole à moustaches et le Phragmite des joncs mais celui-ci n'a pas de bande blanche sur le dos.

## Comportement

### Alimentation
Cette espèce se nourrit essentiellement d’insectes et d’araignées. Il peut également, plus occasionnellement, se nourrir de baies et autres aliments de taille limitée.

### Mode de vie

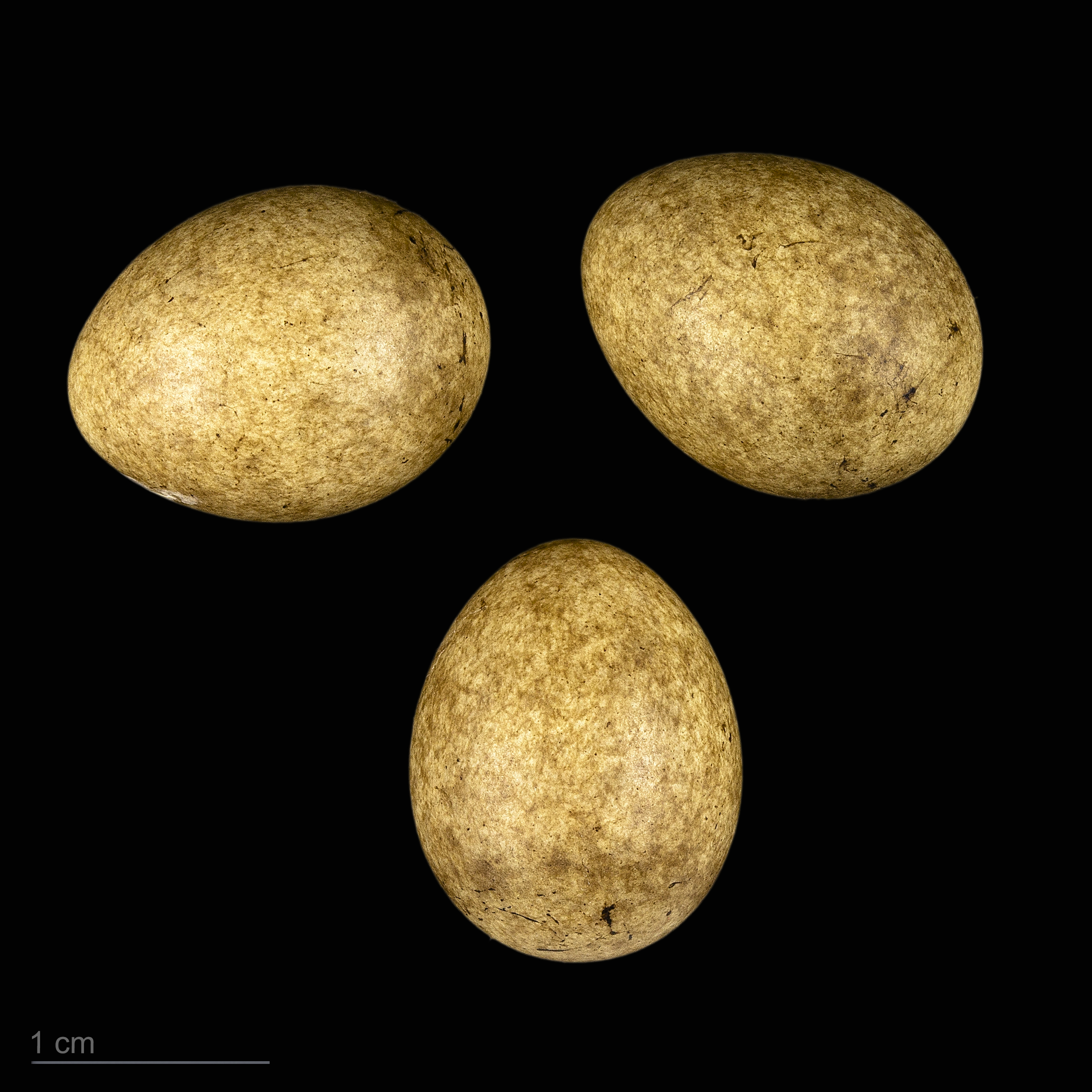
Oeufs de Acrocephalus paludicola - Muséum de Toulouse

Le phragmite aquatique migre une grande partie de l'année, entre fin août et début mai.
Le reste de l'année, le phragmite aquatique est en période de reproduction. Les femelles ont la particularité de se reproduire deux fois par an, en mai et en juillet. Leur stratégie de survie particulière mène également à la recherche de plusieurs partenaires : ce phénomène peut mener à la présence d'oisillons de pères différents dans un même nid.

## Répartition

### En Europe
En Europe, cet oiseau est principalement présent à l'est et au sud de la Baltique. On le retrouve principalement en Europe centrale (Biélorussie, Ukraine, Pologne), en Lituanie et en Hongrie.

Estimations de la population mondiale de phragmites aquatiques
| Pays/région                  | Estimation de la population (mâles chanteurs) | Variations de la population |
| ---------------------------- | --------------------------------------------- | --- |
| Biélorussie                  | 4,120                                         | En baisse |
| Ukraine                      | 3,653                                         | Données fluctuantes, avec une moindre qualité d'informations                                                                           |
| Pologne                      | 3024                                          | Présence très hétérogène dans le pays : forte et en augmentation à l'Est (2,996 mâles), très faible et en baisse à l'Ouest (28 mâles). |
| Lituanie                     | 110                                           | Forte baisse jusqu'à 2013, en augmentation depuis.                                                                                     |
| Hongrie                      | 65                                            | Forte baisse jusqu'en 2010, aucun oiseau enregistré depuis 2011.                                                                       |
| Allemagne                    | 2                                             | Fort déclin depuis le début du XIXe siècle, aucun oiseau enregistré depuis 2014                                                        |
| Russie (Sibérie Occidentale) | 0-500                                         | Derniers relevés datant de 2000. Possiblement disparus aujourd'hui.                                                                    |
| Population estimée           | 10,974                                        | Populations stables ou fluctuantes, mais de taille limitée et en déclin.                                                               |

### Migration
Le Phragmite Aquatique migre une grande partie de l'année vers des zones chaudes, en Afrique. On le retrouve principalement au Sénégal, où l'on a découvert entre 5000 et 10 000 oiseaux dans la Réserve nationale du Djoudi. On peut également le retrouver ailleurs au Nord du pays, à la frontière avec la Mauritanie.
En 2011, un autre site d'hivernage a également été découvert au Mali, le long du Mayo Dembé, dans des prairies humides.

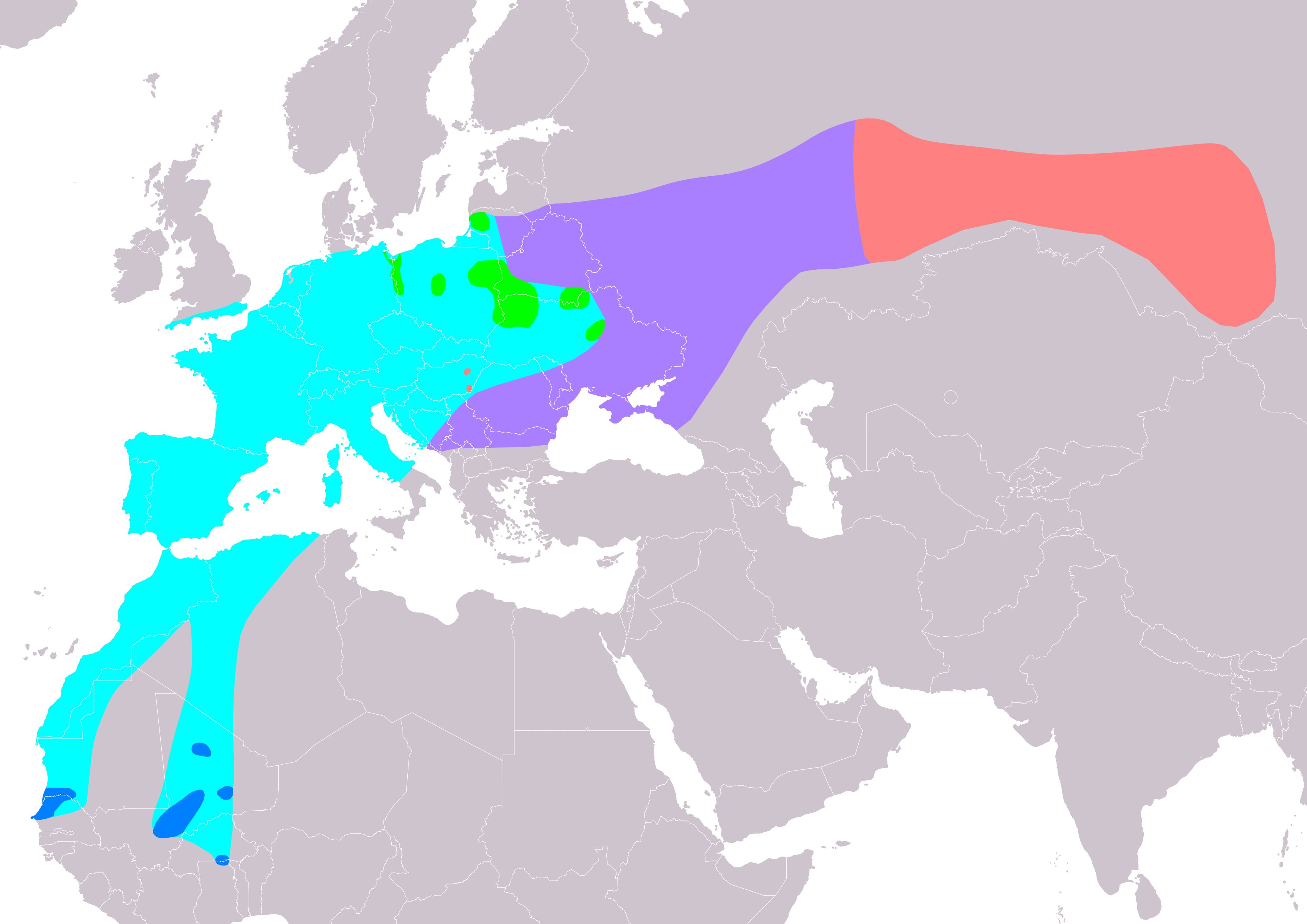

Pour atteindre ces pays, le Phragmite Aquatique passe par plusieurs pays d'Europe : on peut notamment le retrouver en Irlande, en Grande-Bretagne et en France lors des périodes de migrations. Pour l'observer en France, certaines associations comme Bretagne Vivante ont établi une cartographie des endroits de passage.

## Habitat
Cette espèce vit dans les zones marécageuses, dans les prairies humides, et près des plans d'eau dont les rives sont occupées par une cariçaie. Ces espaces humides deviennent relativement rares en Europe, du fait de l'assèchement des zones humides et du déclin de l'agriculture traditionnelle.

## Statut de protection
Cette espèce est inscrite à l'annexe I de la Directive oiseaux et de fait protégée par la Commission européenne. En effet, sa population européenne est estimée à seulement 10 000 couples nicheurs et 20 000 jeunes, du fait d'une diminution drastique de ces effectifs sur son aire de répartition européenne (Europe de l'Est). Les causes de ce déclin seraient le développement de l'agriculture aux dépens des zones marécageuses (drainage agricole) et l'abandon du fauchage traditionnel des bords de cours d’eau, provoquant l'apparition de roselières denses et de buissons qui ne conviennent pas à la nidification du Phragmite aquatique.

## Programme de transfert et de protection.
Le Phragmite Aquatique est une espèce menacée, de par la fragilisation de ses habitats; assèchement des zones humides, drainage agricole, déclin de l'agriculture traditionnelle... Afin de protéger l'espèce, la Convention sur la conservation des espèces migratrices appartenant à la faune sauvage a mené à un Mémorandum d'accord sur les mesures de conservation du phragmite aquatique (MoU). Ce mémorandum est entré en vigueur le 30 avril 2003, et rassemble 22 États (Allemagne, Belarus, Belgique, Bulgarie, Espagne, fédération de Russie, France, Hongrie, Lettonie, Lituanie, Luxembourg, Mali, Maroc, Mauritanie, Pays-Bas, Pologne, Portugal, Royaume-Uni, Sénégal, Slovaquie, Suisse et Ukraine). Ce mémorandum a peu à peu mené à une base commune permettant de mettre en place des programmes de conservation du Phragmite Aquatique et de ses habitats.
Une grande partie des financements pour la protection des habitats a été fournie par le programme européen LIFE de l'Union européenne.

### Méthodes de conservation.
Afin de préserver l'espèce, il faut avant tout que le Phragmite Aquatique puisse retrouver des habitats adéquats ; plusieurs projets de restauration et de protection des habitats ont donc été mis en place. Il s'agit ici de garantir un niveau d'eau adéquat, et d'abattre certains végétaux comme les roseaux.
Ces méthodes peuvent s'appliquer via plusieurs programmes, proposés par les ONG et les collectivités locales. A titre d'exemple, le projet « Garantir une agriculture durable pour assurer la conservation des espèces d’oiseaux menacées au niveau mondial au sein des paysages agraires », mis en place par le Baltic Environmental Forum Lithuania entre 2010 et 2015, a permis de redonner à plusieurs habitats de Lituanie des conditions favorables.

### Transfert du Phragmite Aquatique - de Biélorussie en Lituanie.
Pour lutter contre la disparition de l'espèce en Lituanie, un transfert a été organisé vers la réserve de Žuvintas par le Baltic Environmental Forum Lithuania. Plusieurs oisillons ont été prélevés à Zvanec, en Biélorussie, avant d'être relâchés en Lituanie.

Ce transfert s'est soldé par un succès. Les naturalistes ont réussi à élever et à relâcher 99 oisillons sur 100. Dès la première année, 11 des 49 oiseaux relâchés sont revenus à  Žuvintas après avoir hiverné - soit 22 % de tous les oiseaux. Ce chiffre est supérieur au taux de retour naturel des jeunes oiseaux. La deuxième année, 7 oiseaux qui avaient été transférés l'année précédente ont été trouvés à  Žuvintas, et 3 autres qui y ont été transférés il y a deux ans. Grâce à ce transfert, la population de Žuvintas a retrouvé une population record.